# コンピュータ断層撮影

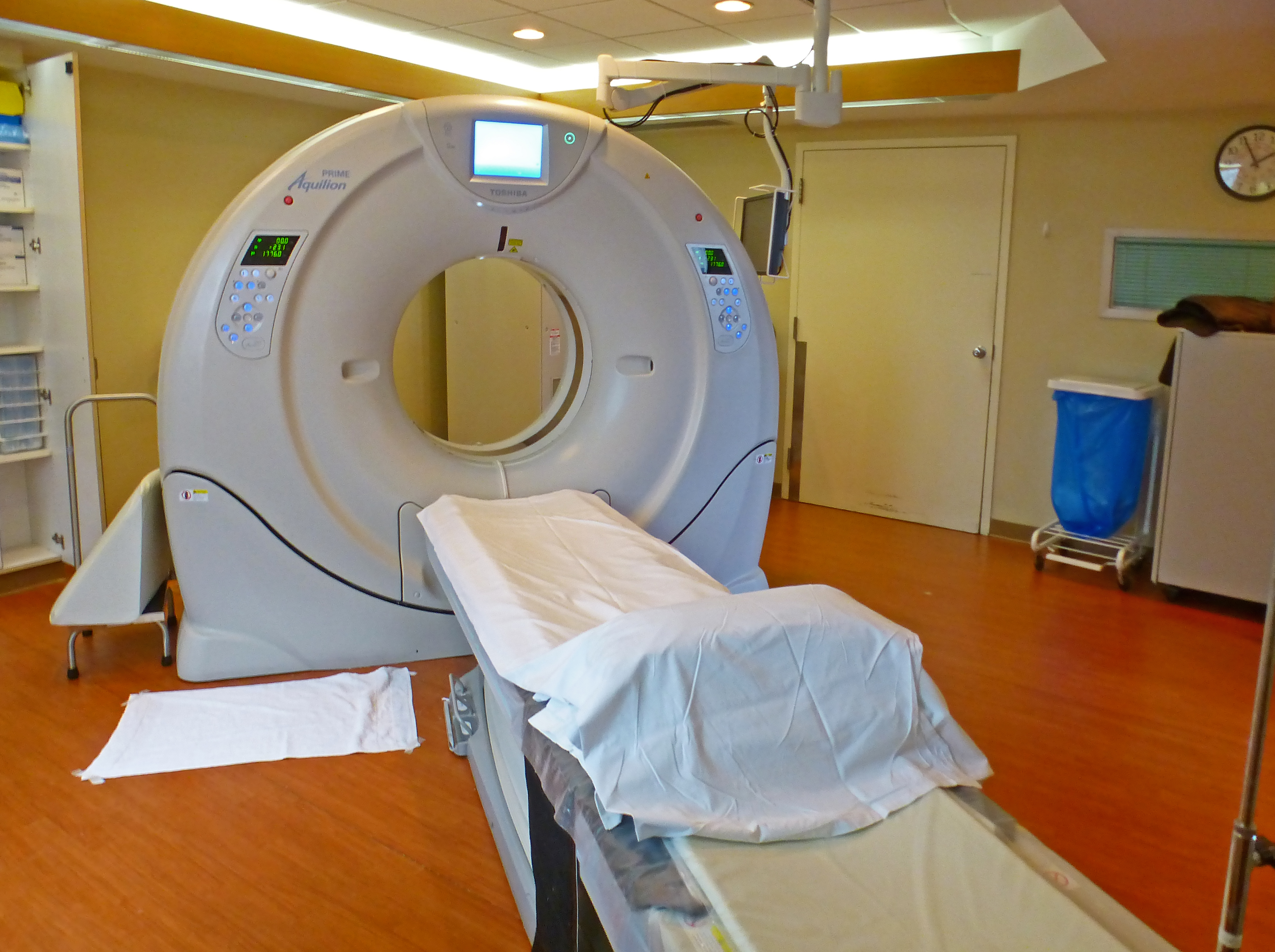
80列CT

コンピュータ断層撮影（コンピュータだんそうさつえい、英: computed tomography、略称：CT）は、放射線などを利用して物体を走査しコンピュータを用いて処理することで、物体の内部構造を画像として構成する技術、あるいはそれを行うための機器。
「断層撮影」の名前のとおり、本来は物体の（輪切りなどの）断面画像を得る技術であるが、これらの検査技術は単に断面画像として用いられるのみでなく、画像処理技術の向上によって任意断面画像再構成（MPR）や曲面を平面に投影する「カーブドMPR」（または カーブド・プレーナー・リコンストラクション）、最大値投影像（MIP）、サーフェスレンダリングやボリュームレンダリングなどの3次元グラフィックスとして表示されることも多くなり、画像診断技術の向上に寄与している。
広義の「CT」には、放射性同位体を投与して体内から放射されるガンマ線を元に断層像を得るポジトロン断層法（PET）や単一光子放射断層撮影（SPECT）、また体外からX線を照射するものの180度未満のX線管球と同期する検出器の回転、または平行移動によって限られた範囲の断層像を得るX線トモシンセシスなどが「CT」の一種として挙げられる。しかし、一般的に「CT」と言う場合、ほぼ常に最初に実用化されたX線を利用した180度以上のX線管球と検出器の回転によって断層像を得るCTのことを指すようになっている。また、単に「CT」と言う場合には、円錐状ビームを用いるコーンビームCTではなく、扇状ビームを用いるファンビームCTを指す。後述する1990年代以降に発展した多列検出器CTは、厳密に言えば頭足方向に幅を持った角錐状ビームを用いるコーンビームCTであるが、実用上はファンビームCTとして扱う。
本項では主に、被験体の外からX線の扇状ビームを、連続的に回転しながら螺旋状に、もしくは回転しながら断続的に照射することにより被験体の断層像を得る事を目的としたCT機器、およびそれを用いた検査について記述する。

## 歴史
コンピュータ誕生以前の断層撮影方式では、1930年代にイタリアの放射線科医師のアレッサンドロ・ヴァッレボーナによってトモグラフィーの原理が発明された。これはX線撮影フィルムに体を輪切り状に投影するものであった。
1953年には、弘前大学の高橋信次が「エックス線回転横断撮影装置」を開発した。これは、コンピュータを用いないアナログな機械的装置によって断層を撮影するものであった。
最初の商業的なCTは、ソーンEMI中央研究所で英国人のゴッドフリー・ハウンズフィールドによって発明された。これは、コンピュータによる装置の制御や画像処理を行うことができるもので、1967年に考案、1972年に発表した。ハウンズフィールドの研究はマサチューセッツ州のタフツ大学のアラン・コーマックの理論を基にしており、彼らは1979年のノーベル生理学・医学賞を受賞した。電子機器会社のソーンと合併したとはいえレコード会社に過ぎなかったEMIがハウンズフィールド率いる研究チームの開発費を賄えたのは60年代当時世界的な大ヒットを連発していたザ・ビートルズの売り上げがあればこそであり、大げさに「CTはビートルズによるもっとも偉大な遺産」といわれることがある。ただし、当然ではあるが本業からあまりにもかけ離れた事業であったため大きな赤字を生み現在はCT事業からは撤退している。
1971年に作成された原型は、1°刻みで160の並列読み出し走査を行っており、180°にわたって走査するのに5分以上かかっていた。画像は走査後、大型計算機で2.5時間かけてラドン変換及びその逆変換を繰り返すトモグラフィック復元によって得られた。
最初に生産されたX線CT（EMIスキャナーと呼ばれた）は脳の断層撮影に用いられた。2つの断層データを得るのに約4分かかった。そして、断層画像を得るのにデータゼネラル社のミニコンピュータを使用して画像一枚あたり約7分かかった。
日本におけるCTの導入は、EMIとレコード事業（東芝EMI）で提携関係のあった東芝が1975年8月に輸入し、東京女子医科大学病院に設置されて脳腫瘍を捉えたのがはじまりである。ただし、このスキャナはニクソンショックによる変動為替相場制導入後でも1億円（現在の概算で10億円単位）を下らない費用を要する代物で、日本政府側の自賠責保険の運用益から交通事故時の頭部外傷に役立てるような研究的意味合いで資金拠出されることになった。
その後東芝メディカルにより国内生産が開始され、一方日立製作所で、自社開発による初の国産機を1975年10月に藤田学園保健衛生大学に設置している。
その後、1986年にヘリカルCT（ヘリカルスキャン）が開発され、1998年には4列MDCTが登場してきた。2000年代以降はCTの技術革新が進み、後述するように画像再構成アルゴリズムに逐次近似法を用いるものや、2つのエネルギーのX線を用いることで金属アーチファクトの低減を可能にしたデュアルエナジーCT、あるいはMDCTでは最大で320列のものや、検出器にフラットパネルディテクタを用いたものも登場している。

## 原理

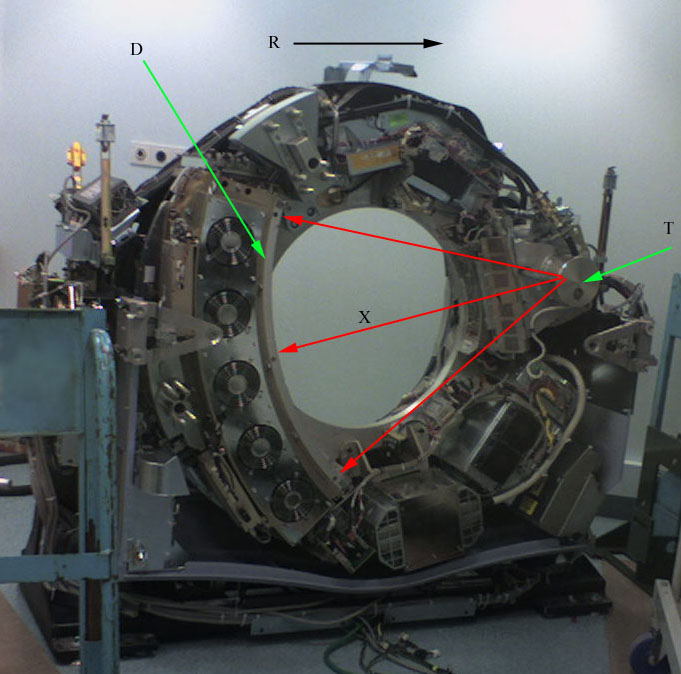
CT機器の内部構造
(T : X線管球、X : X線、D : X線検出器、R : 台の回転)
検出器は管球を中心とする円弧上に配置されている

検査対象の周囲を線源と検出器が回転し、検査対象はX線を全方位から受け、照射されたX線は検査対象を通過し、対象に一部吸収されて減衰した後、線源の反対側に位置するX線検出装置に到達し記録される。それぞれの方向でどの程度吸収されたかを記録したのち、コンピュータで画像をフーリエ変換で再構成する。
1断面を格子状に分割し、各部位の吸収率を未知数とし、その合計が実際の吸収量と等しくなるように連立方程式を立て、これを解くのである。巨大な行列演算である。一般に1断面を512ピクセル四方の格子に分割する機種が多いが、1,024ピクセル四方に分割し処理できる空間解像度の高い機種も存在する。

## 画像再構成アルゴリズム
CT画像再構成法は解析的再構成法、代数的再構成法、統計的再構成法に大別され、逆投影法は解析的再構成法に分類され、逐次近似画像再構成法は代数的再構成法と統計的再構成法に分類される。これまでCT画像再構成法の主流はフィルタ補正逆投影法（FBP法）であったが、近年では画像ノイズ低減効果やアーチファクト低減効果が期待される「逐次近似画像再構成法」（IR法）が増えつつある。IR法の弱点である画像再構成にかかる時間の長さを克服するために、FBP法にIR法の原理を組み込んだ、逐次近似応用再構成法も存在する。
逆投影法
逆投影法では1回の計算で解(再構成像)が求まる。
逐次近似画像再構成法
逐次近似法は最初に初期画像を仮定してこの画像から計算で作成した投影(順投影)と実測投影との整合性を反復計算によって高めていく手法で、反復計算により計算時間を多く必要とするものの、コンピュータの高速化に伴って統計雑音の性質、装置の分解能、被写体の滑らかさなどの事前情報などを式中に組み込める柔軟性や近年発展の著しい圧縮センシング理論を取り入れることにより徐々に増えつつある。
また、X線CTの発展によって生み出された多列検出器CT (MDCT) では、64列、256列、320列と検出器列数が多くなると信号が頭足方向に歪んでしまうため、これを補正する目的でフェルトカンプ法が用いられる。扇状ビームではなく円錐状ビームを用いることにより、頭足方向に被験体を移動させなくても3次元の投影像を得ることが出来るコーンビームCT（円錐ビームCT、CBCT）に於いては、「コーンビーム逆投影法」と呼ばれる、逆投影法を発展させたアルゴリズムを用いる。逐次近似画像再構成法を用いるCBCT装置も存在する。

## 構造

### 撮影構造
ノンヘリカルスキャン
1スライス毎に寝台の移動と停止を逐次繰り返しながら行う撮影構造。旧来よりの方法という意味でコンベンショナルスキャンと呼ぶこともあるが、最近ではヘリカルCTに対する言葉としてノンヘリカルCTと言うことが多い。クラスタースキャンという呼び方もある。撮影時間が長くなるが、アーティファクトが少なくなる利点を活かし、微妙な濃度差を検出する必要のある脳のルーチン撮影では、引き続き厚いスライスでのノンヘリカルスキャンが一般的に行われている。
ヘリカルスキャン
連続回転する線源の中を、寝台を一定速度で動かし続けながら行う撮影構造。患者から見ると線源がらせん状に動くことになる。スパイラル（螺旋）スキャンとも言われる。ノンヘリカルスキャン（コンベンショナルスキャン）に比べて走査時間を短縮でき、一度の息止めで体幹部全体を撮像することも可能である。現在市販されているCTスキャナはすべてこの撮影方法に対応している。ただし骨周囲などX線の散乱が多い状況では画質的に不利になることがある。頚部から下の撮影では、特殊な検査以外ではほとんどこちらが用いられる。

### 検出器
単列検出器CT（旧来のCT）
初期の頃のCTは検出器が1列しかなく、1回の回転で1枚の画像しか得られず、撮影時間が長いことが難点であった。
多列検出器CT（MDCT）
X線を扇状にやや広い角度に照射し、対側の検出器自体を細分割して多列化したCTであり、1回の線源の回転でより多くの範囲の撮影が行える。1998年に4列以上の検出器を備えたCTが開発され、2002年には16列以上の検出器を備えたCTが開発され、広く普及していった。2007年には最大320列の検出器を備えたCTが販売されており、1回転で心臓や脳のほぼ全体を撮影することが可能となっている。脳や心臓などの臓器は160mm以下であるため、最短0.275秒で全範囲を撮影することができる。この160mmの範囲を連続撮影することで、全脳や心臓などの血流、呼吸下での肺の動態、関節の動態などを評価することが可能である。また、2010年には80列の検出器を備えたMDCTが販売されている。80列CTは最大320列の技術を応用している検出器である。短時間で鮮明な撮影が可能であることから、特に救急患者の迅速な診断治療に有用である。おもに大学病院や救命救急センターで用いられる非常に高性能な機種である。

## 撮影

### 単純CT
造影剤を使わずに撮影を行うものを単純CTと呼ぶ。一般的なスクリーニングとして用いられる場合が多い。検査の目的によっては造影が逆効果であるため、積極的に単純CTが選択されることもある。
また、病院で原因不明死で死亡したものの死因を究明するための死亡時画像診断（Ai、または PMI）にも用いられる。Aiでは、被検体に対する放射線被曝による放射線障害を考慮する必要がないため、高線量を用いて可能な限り高い画像分解能、コントラスト分解能で撮影を行う。被検体には血行循環や呼吸などの生理的機能が消失しているため、造影剤を使用することは出来ない。

### 造影CT
造影剤を投与後に撮影を行うものを造影CT（CECT）と呼ぶ。CTにおいては、X線吸収率の高いヨード造影剤を血管内（通常は四肢の静脈内）に注射して撮影を行うものが一般的である。通常は造影CTといえばこれを指し、他の造影剤を使用する場合、別の特殊な名前で呼ぶことが多い（後述）。
造影剤は注入された後、血流に沿って全身の血管に分布し、さらに毛細血管からの拡散によりゆっくりと血管外の細胞外液にも移行し、各種臓器の実質を染める。血管内や、血流が豊富な組織が濃く（白く）描出され、画像のコントラストが明瞭になり、より詳細な観察が可能となる。
撮影の目的によって、造影後いずれのタイミングで撮影するべきかが異なる。大まかにいえば、血管の評価が主な目的であれば早期相（注入開始後15秒 - 30秒）での撮影が、臓器の評価が目的であれば門脈相ないし遅延相（注入開始後80秒以降）での撮影が適する。造影剤の注入速度や造影剤のヨード濃度も検査の目的によって様々に選択される。
CT用ヨード造影剤として、イオヘキソール （オムニパーク）、イオパミドール （イオパミロン）、イオメプロール （イオメロン）、イオペルソール （オプチレイ）などが用いられる（かっこ内は日本国内での商品名）。

#### 特殊な造影CT撮影法
特殊な造影CT撮影法を以下に示す。
ダイナミックCT造影剤を急速静注（毎秒3mL以上）し、各時間ごと（多くは動脈相、平衡相、静脈相）のタイミングで同じ部位を反復撮影する方法。病変の検出がしやすくなり、質的診断にも寄与するが、被曝も増える。
パーフュージョンCT
ダイナミックCTと同じように造影剤の急速静注施行の後に、多数の時相を撮影し、造影剤濃度の時間変化をカラー画像化する方法。
CT血管撮影（CTA）造影剤を急速静注し、動脈内の造影剤濃度が最も高くなるようなタイミング（動脈相）でCTを撮影することで、冠動脈等の血管走行を明瞭に描出する撮影方法。動脈瘤等の動脈疾患の診断に用いられる。特に3次元レンダリングとの親和性が高い検査方法である。
IVR-CTカテーテル検査の最中に行うCTのこと。カテーテル位置の確認に使用するほか、特定の動脈や静脈に直接造影剤を注入しながらCT撮影を行えば、狙った血管や臓器のみを強く造影することができ、正診率が高まることが期待される。施設によってはIVR-CT専用のCT装置がカテーテル検査室内に併設されていることもある。
点滴静注胆嚢造影CT（DIC CT）胆汁中に排泄される特殊な造影剤を投与後に上腹部を撮影し、胆道系を描出する造影検査。
キセノンCT主に脳血流評価において行われており、非放射性キセノンを吸入しながら撮影する。

## 画像

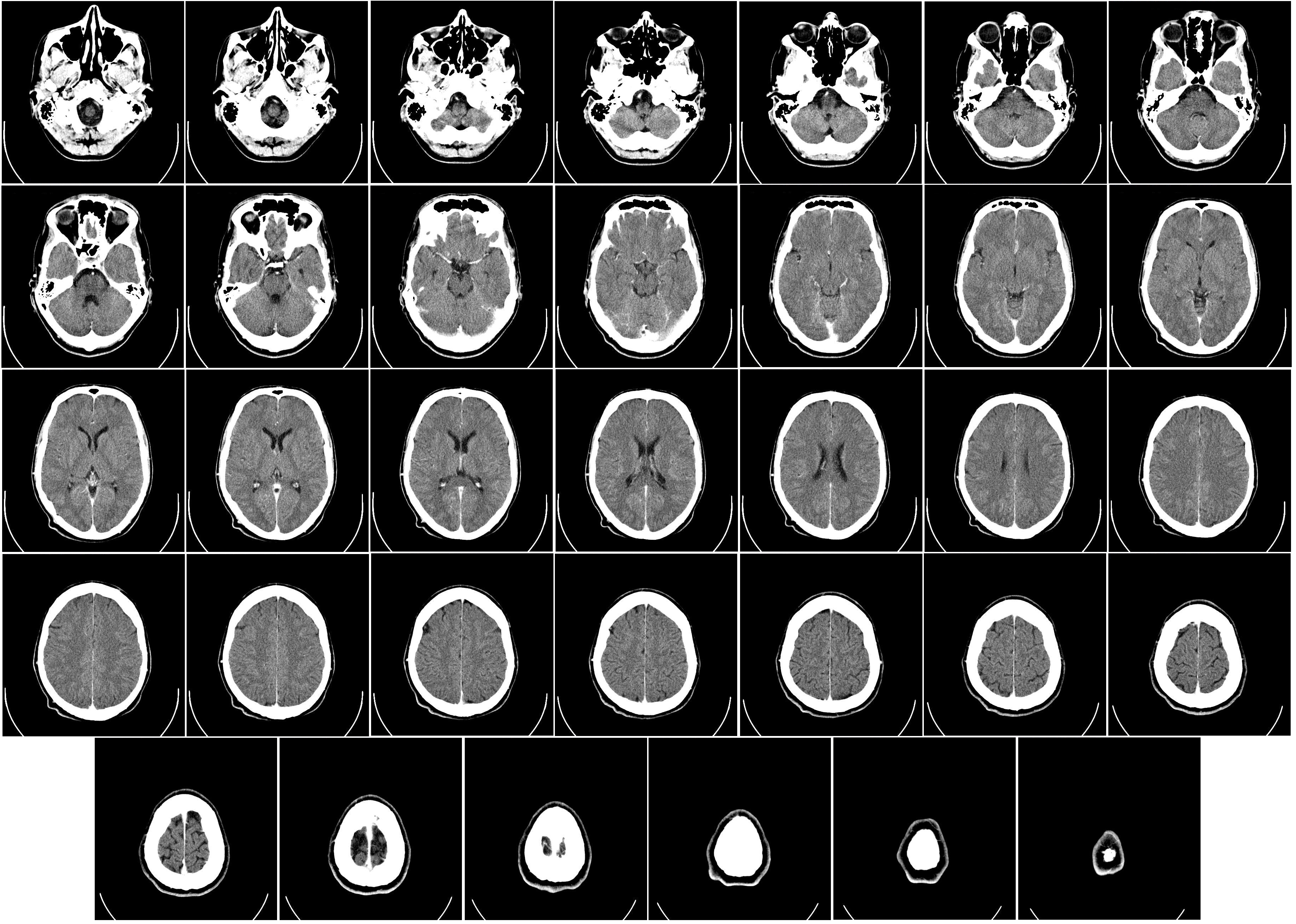
撮影画像(人間の頭部)

### 画像構成
CTで得られる基本的な画像は、体の断面を表すモノクロ画像である。画像上の白い部分（CT値が高い部分）がX線の吸収度の高い部分であり、黒い部分（CT値が低い部分）がX線吸収の低い部分に対応する。前者は「高吸収域」「高濃度域」「透過性低下域」、後者は「低吸収域」「低濃度」「透過性亢進域」とも表現する。
吸収率の単位としては、「空気」をマイナス1000HU、「水」を0HUと定義したHUという単位が利用され、これによる透過率の表現を特に「CT値」と呼び、他の物質はこれらとのX線吸収度の相対値で示される。体内や体外の金属（義歯など）は非常に高いCT値（数千HU）を呈する。骨も金属元素（カルシウム）を多く含んでいることから、数百HU程度の高吸収値を示す。それ以外の筋肉、脳、肝臓など体内のほとんどの臓器は、造影剤を使用しない場合、20HUから70HU程度の比較的狭い吸収値領域に密集して分布しており、この濃度域は一括して「軟部組織濃度」と総称される。特徴的なのは脂肪であり、体内の主要な構成成分の中で肺野を除けば唯一負のCT値（マイナス20HU前後）を示すことから、CTで容易に検出可能である。
このように、CTの画素値のダイナミックレンジは広いが、同時に臓器の観察ではわずか数HU程度の濃度差も問題となる。人間の目の濃度分解能には限りがあり、仮に-1000HUから5000HUまでを均等に白黒画像に割り付けてしまうと、主要な臓器のほとんどはコントラスト不良でほとんど観察できなくなってしまう。人間が観察する場合は、画像の真っ黒から真っ白までの範囲（一般的なモニタであれば輝度0から255の範囲）の中に、自分が観察したい臓器に合わせたCT値を割り振って観察しており、この割り振り方を「条件」と呼んでいる。
例えば肺の内部構造を観察したい場合、肺胞中の空気と気管支や血管が区別できるような条件で画像を観察する必要があるが、このような条件で観察した場合、脂肪や心臓、食道などの臓器は画像上は真っ白になってしまう。逆に肝臓の細かい濃度変化を観察する場合、肺は真っ黒となってしまう。
このような事情のため、画像をフィルムに焼き付ける際は、場合によっては同じ断面を複数の異なる条件で焼き付けなければ、十分な診断ができない。コンピュータのモニタ上で観察することが普及してからは、診断医はリアルタイムに複数の条件を切り替えながらCT画像を観察することができるようになっている。

### 画像構築
CTで得られるのは基本的に平面上の画像（スライス）の集合である。以前はこれらの画像は、単にフィルムに焼き付け、シャウカステン等によって蛍光灯の光にかざして観察していた。
ヘリカルスキャンや多列検出器CTといった撮像技術の発達により、0.5mm（500µm）厚といった非常に薄いスライスでの撮像が、日常的に多くの施設で可能となると、膨大な枚数の断面画像が出力されるようになった。現在では多くの施設で、フィルムではなくモニター上で、画像を動画のようにページングしながら観察できるようになっている。
また、スライス厚が充分に薄くなったため、「輪切り」のCT画像を3次元画像として再構築することも可能になった。1度の撮影で得られたすべての画素を、CT値の3次元行列として捉えるのである。この3次元上のピクセルのことを、特に3次元であることを強調してボクセルと呼ぶ。
任意の方向に十分な解像度を持った3次元のボクセルデータが取得できるようになり、それを記憶・処理できるメモリや処理装置も安価となったため、以下に挙げるような、様々なCTの観察方法が利用されている。

#### 任意断面再構成
対象物の任意の方向の断面を再構成して表示することを任意断面再構成（MPR）と呼ぶ。細かい血管の走行や腫瘍の進展などについては1断面のみからでは把握しづらいため、MPRは診断に大きく寄与した。横断面に対して直行する矢状面・冠状面以外の平面を再構成する場合はオブリークMPRなどといい、頭部CTでは眼窩―耳孔線に平行なオブリークMPRを利用する。変法として円柱面やベジェ曲面上にボクセルデータを投影する方法もあり、椎体に沿った曲面を再構成することで変形した脊椎の病変の診断や、顎骨に沿った曲面を再構成することで歯科領域での診断などで応用されている。

#### 一方向投影像
任意の方向にボクセル値を積分したレイサム像によって、その方向からX線を曝射した場合のレントゲン写真に似た画像を作ることが出来る。また積分ではなく、任意の一直線上で最もCT値の高い値を平面に投影したMIP像などがある。

#### 3次元レンダリング

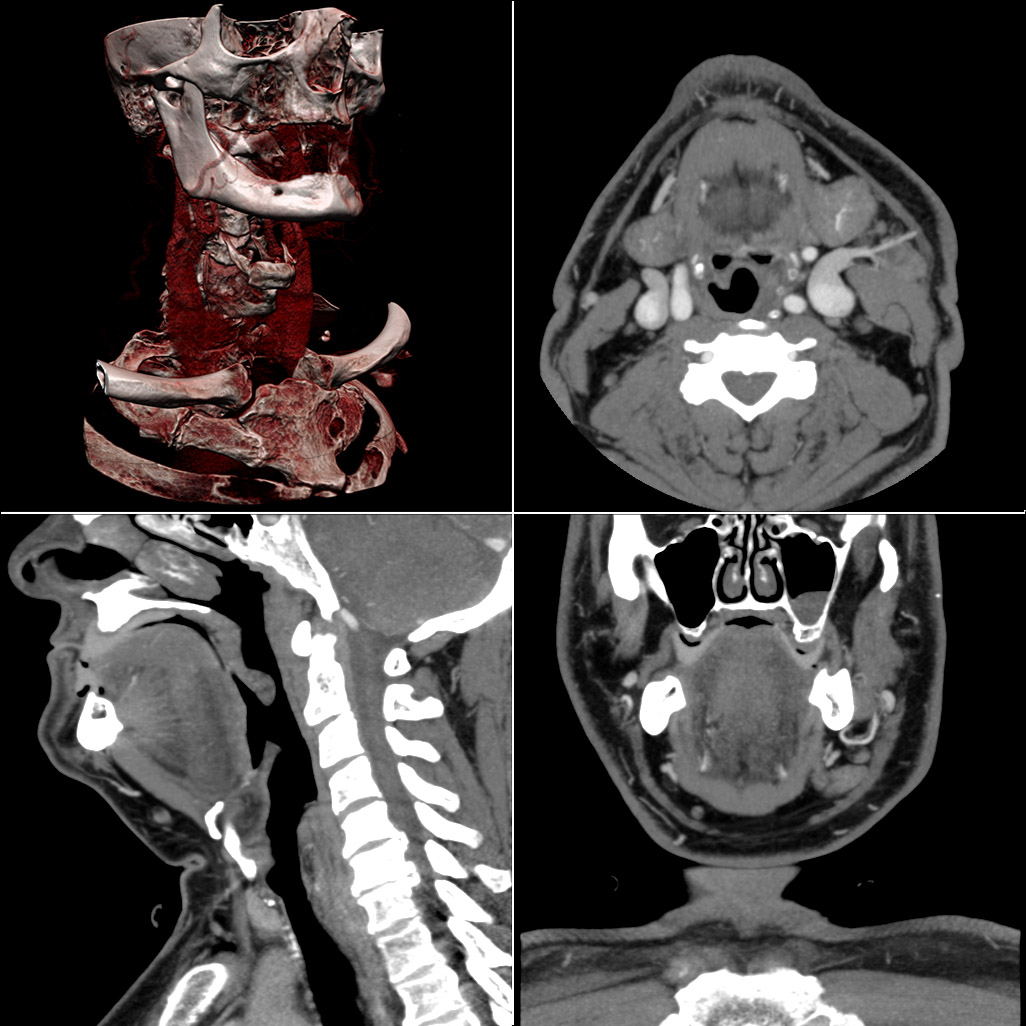
コンピュータによってボリュームレンダリングされた人体のCT画像。左上の3次元画像と、3軸からのスライス画像を表示できる。

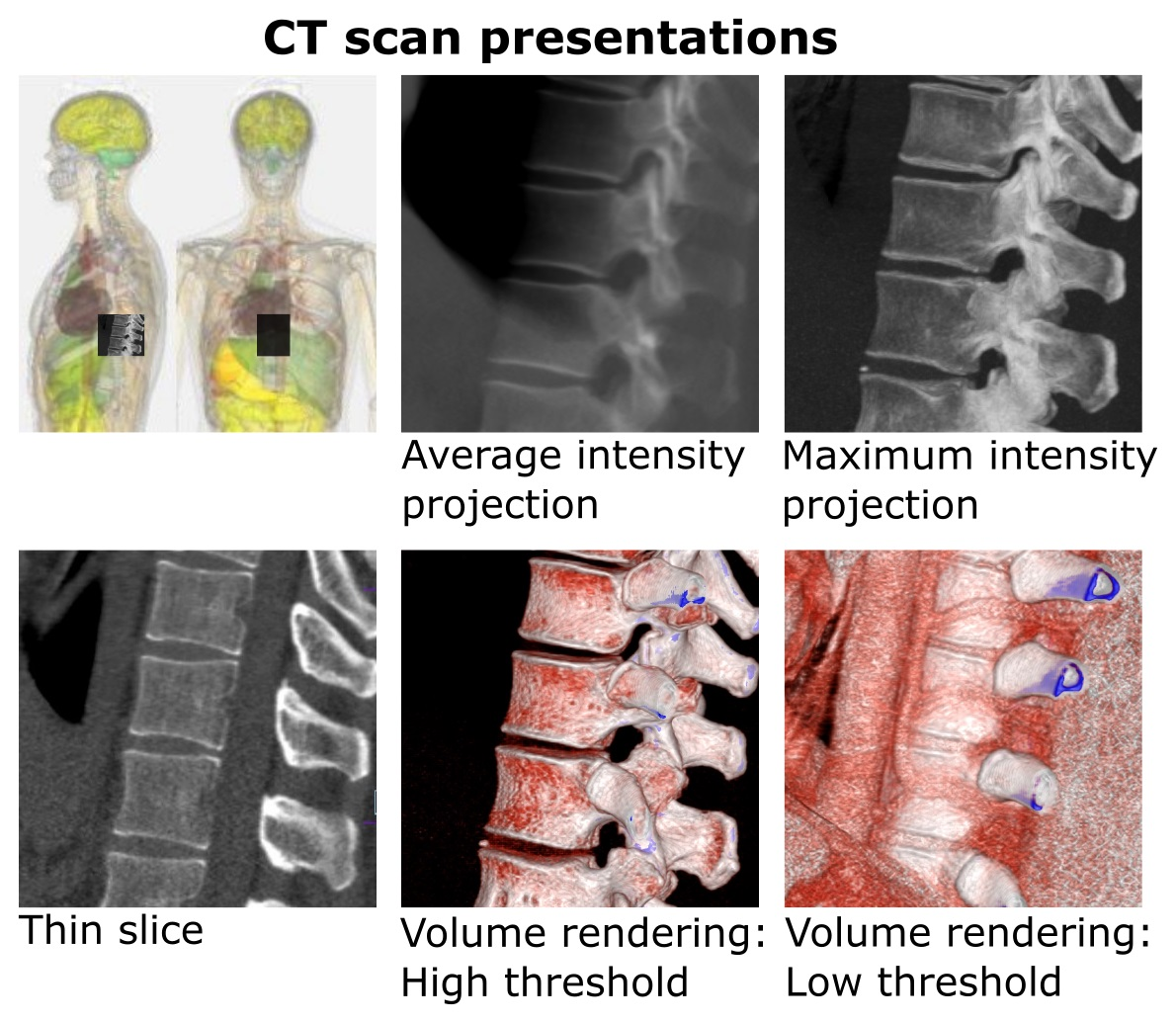
CT画像のプレゼンの種類
- 平均強度投影
- 最大強度投影
- スライス平面画像
- ボリュームレンダリング

:十分に解像度の高いボクセルデータは、コンピュータで適切な陰影付け・遠近感を施すことで、人間が直感的に把握できる3次元グラフィックスとして表示できる。主な3次元レンダリング方法は、一定の閾値以上の塊の表面を見る「サーフェスレンダリング」と、不透明度を変えて中身も見える「ボリュームレンダリング」の2種類がある。ある程度再構成時に人手を介するため、厳密な測定目的には向かないが、断面では認識しづらい複雑な脈管構造や、立体的な構造把握の難しい部位（頭蓋骨など）での全体像の把握には有用である。また術前の計画、患者への説明用にも利用できる。視点を気管内や大腸内に置き、これら臓器の内面を立体的に表示する、バーチャル内視鏡も実用化されている。コンピューターのスペックが乏しい時代では、3次元化レンダリングが困難だった。しかし2000年以降に著しくコンピューターが進歩し、3次元レンダリング法が進歩した。

#### 心臓CT・4次元CT
常に高速に動き続ける心臓は、CTが最も苦手としてきた臓器の一つであるが、多列検出器CTを用いて高速に広範囲の撮影が可能となり、心電図同期技術や線源高速回転技術も発達したことで、心臓分野でもCTが威力を発揮するようになった。現在では心臓表面の直径2mmの血管の狭窄までも描出し、一部の血管カテーテル検査を置き換えられるようになってきている。東芝メディカルシステムズ（現 キヤノンメディカルシステムズ）の320列検出器CTやGEの256列検出器CTなどの超多列検出器CTの登場により、動き続ける心臓の3次元映像をアニメーションで表示することすら作成可能になってきている。脳動脈瘤の拍動を調べることにより、未破裂脳動脈瘤の破裂リスクを予想しようとする研究にも用いられはじめている。

### 放射線治療におけるCT画像の利用

#### 治療計画用CT
放射線治療に於いては、CT画像の持つCT値は機種ごと、X線のエネルギーごとに予め測定された「CT値―電子密度変換テーブル」によって、体内金属など極めてCTが高い物質を除き、線形関係はないが物質の電子密度と一対一に対応される。物質の電子密度は高エネルギー領域のX線に於いて吸収線量を与える主な相互作用であるコンプトン散乱の発生確率と密接に関連しており、放射線治療計画における吸収線量計算を行うにあたってX線CT画像は不可欠である。そのため体外照射式の放射線治療を受ける患者は全員CTを撮影する。但し、実際に放射線治療における身体の体位とCT画像撮影時の身体の体位が全く同じでなければ意味がないので、ほぼ全ての放射線治療施設では放射線治療室に専用のX線CTが備えられており、治療時と撮影時の身体の体位が全く同じになるような工夫が施されている。画像診断用に用いられるX線CT装置との大きな違いは、診断用CTの寝台が患者の体輪郭に沿うよう円弧状をしているのに対して、治療用CTでは平板である。これは放射線治療機の寝台が平板寝台を使用しているためである。

#### 放射線治療機器併設型コーンビームCT
画像誘導放射線治療を行う際に、毎回の治療直前、直後の身体の体位が治療計画時と同じであるかを確認する目的でCTが撮影される。この時、厳密に全く同じでなくても設定された許容誤差以内であれば治療可能と判断される。許容誤差を超えていた場合でも、治療前であれば放射線治療寝台と連携することによって誤差を小さくする方向に寝台を平行移動、回転および傾斜させることで、許容誤差以内に抑えることが出来るようになっている。毎回の治療直前の位置・角度誤差 (日間誤差) および毎回の治療直後の位置・角度誤差 (日内誤差) は放射線治療の品質管理という面では非常に重要な情報である。放射線治療機器の筐体が非常に巨大で、重量が大きいため、ファンビームCTのように高速で筐体を回転させることが出来ない。その為、コーンビームCTが用いられている。一方で一部の機種では高速回転が可能で、ファンビームCTによる画像誘導放射線治療を行うことが可能な機種も存在する。

## 診断

### 胸部X線CT

#### 肺のCT解剖学
気管支と肺動脈は原則として隣接し平行に走行する。肺区域、亜区域、小葉の中心を走行する。これに対して肺静脈はこれらの境界を走行する。CTでは気管支に隣接する血管が肺動脈であり、肺動脈と肺動脈の間にある血管が肺静脈である。正常なヒトでは気管支は亜区域までしか追うことはできないのでそこまでは有効な方法である。肺の機能動脈は肺動脈だが、それ以外に栄養血管として気管支動脈が存在する。気管支動脈は下行大動脈から直接分枝するが正常では細いため造影CTでその近位部が確認されるにすぎない。肺はリンパが豊富な組織である。気管支周囲、肺血管周囲、小葉間隔壁、胸膜の間質に分布している。特によく発達しているのが、気管支周囲と肺動脈周囲である。基本的には肺末梢から肺門部に向かって流れている。リンパ管そのものはCTでは確認できないが、癌性リンパ管炎や鬱血性心不全のようにリンパ浮腫を起こすと、気管支壁が肥厚し、血管陰影が拡大し小葉間隔壁が確認できるようになる。
肺の構造を理解する上で欠かせない概念が二次小葉といわれるものである。最も有名なものはMillerによる定義である。二次小葉の中央を気管支と肺動脈が小葉間隔壁の中を肺静脈が走っている。肉眼的にも確認ができる小葉間隔壁に囲まれた多面体である。この概念は間質性病変を理解するのに役に立つ。二次小葉は30個ほどの細葉が集まってできているとされている細葉はCTでは確認ができない。
肺の亜区域を同定するには気管支を辿っていくのが分かりやすい。原則として区域気管支の番号と肺区域の番号は一致し、大体気管支が肺区域の中央を通過することを念頭におくと手術後や偏位のある肺でも亜区域を同定できる。
右上葉
右主気管支はまず、上方に右上葉気管支を分枝する、右上葉気管支は上方（外側）にB1、後方にB2、前方にB3の分枝をする。反時計回りに番号が振られていることに注意が必要である。B1はS1（肺尖区）の区域気管支であり、B2はS2（後上葉区）、B3はS3（前上葉区）の区域気管支である。右主気管支は右上葉気管支を分枝した後、中間気管支管（左には存在しない）という。
右中葉
中間気管支管は前方に右中葉枝を分枝する。右中葉枝は外側（前方）のB4と内側（後方）のB5に分枝する。B4はS4（外側中葉区）、B5はS5（内側中葉区）の区域気管支である。
右下葉
右中葉枝を分枝した直後、後方にB6が分枝される。次いで、B7が前下内方へ、B8が前下外方へB9＋10が下後方に分枝する。B6はS6（上下葉区）、B7はS7（内側肺底区）、B8はS8（前肺底区）、B9＋10はS9（外側肺底区）、S10（後肺底区）の区域気管支である。
左上葉
左主気管支から左上葉気管支が上方に分枝する。左上葉気管支は上行する上区枝と前下方の舌区枝に分枝する。上区枝は上後方のB1＋2と前方のB3に分枝する。舌区枝は前方のB4と下外方のB5に分かれる。B1＋2はS1＋2（肺尖後区）、B3はS3（前上葉区）、B4はS4（上舌区）、B5はS5（下舌区）の区域気管支である。
左下葉
左上葉気管支を分枝した直後、B6を後方に分枝する。左側にはS7（内側肺底区）は存在しないことが多く、前下方のB8、後方のB9＋10を分枝する。B9＋10は外側のB9と内側のB10に分枝する。B6はS6（上下葉区）、B8はS8（前肺底区）、B9はS9（外側肺底区）、B10はS10（後肺底区）の区域気管支である。

#### 肺のびまん性病変
気腔性陰影
気腔性陰影、肺胞性陰影、細葉性陰影、浸潤陰影といわれる。肺胞腔をほぼ完全に液体やその他の物質が占拠した状態である。気管支内の空気による透亮像（air bronchogram）を伴うことが多い。辺縁不明瞭な癒合しやすい陰影が基本である。肺胞腔の占拠が不十分であり、空気がある程度残っていると透過度が増してすりガラス陰影に近くなる。
すりガラス陰影ground glass opacity (GGO)
淡い濃度上昇で既存の肺血管が透見される陰影をすりガラス陰影という。具体的には、不完全な肺胞腔占拠あるいは肺胞壁の肥厚によって起こる。不完全な肺胞腔占拠の場合、気腔の空気が減少し、それ以外のものが増加したため、平均濃度は増加するが空気も混ざっているため気腔性陰影ほどは濃度は高くならないというメカニズムで発生する。肺胞蛋白症、腺癌の周辺部、細気管支肺胞上皮癌、早期あるいは治癒期の肺水腫、肺出血や肺炎で見られる。肺胞壁の肥厚は肺胞間隔壁の肥厚によって起こる。びまん性肥厚と結節性肥厚と分布によって分類があり、びまん性肥厚は間質性肺炎で見られ、結節性肥厚はサルコイドーシス、ヒスチオサイトーシスX、過敏性肺炎、結核といった肉芽腫性疾患で見られる。
細気管支壁、細血管壁肥厚
細気管支壁が肥厚するために点状あるいは分枝した明瞭な像が小葉中心性に認められるものでびまん性汎細気管支炎に典型例を見る。癌性リンパ管症でもこれらの所見はあるが肺胞壁の肥厚なども見られるため区別される。
小葉中心性陰影

小葉間隔壁肥厚像
胸膜に直交する異常線状陰影。間質性病変に付随する。
気管支壁肥厚像

蜂窩肺
線維化した肺の終末象である。
肺気腫
終末細気管支より末梢の気腔の異常な拡張である。

#### 肺の腫瘤性病変
腫瘤性病変は癌か良性疾患かの区別が非常に重要となる。前回の画像と比較して増大傾向があるのか？あるのならどのくらいの増大速度かといったところが非常に重要となる。所見を指摘する上、発生部位はどこで大きさはどれくらい、増大速度を前回比較で導き、結節の輪郭、内部の性状、周辺の状態をから複合的に診断を行う。
結節の輪郭
輪郭が明瞭か不明瞭か、陥凹と分葉化があるのか、棘形成（spiculation）があるのかを述べる。結節と肺組織の間に滲出液が存在するとすりガラス陰影が発生し境界は不明瞭となる。炎症性変化や肺胞隔壁を破壊しない悪性腫瘍の場合によく見られる。
内部の性状
濃度が均一か、石灰化、脂肪、空洞（空気）があるのか造影効果はどうなのかによって内部構造を予想することができる。
周辺の状態
胸膜陥入像、娘結節、気管支肥厚像、無気肺、閉塞性肺炎、気管支粘液栓、リンパ節腫大の有無で腫瘤の性質を予想することができる。
腫瘤性病変のCT所見としては、2年以上にわたって増大が認められなかったり、腫瘤のほぼ全体が濃く石灰化していたり、腫瘤内に脂肪を認めた場合は良性である。肺癌に多いが決め手とならない所見としては、表面の陥凹、分葉化、棘形成、不均一な内部濃度、胸膜陥入像、低いCT値、リンパ節腫大が挙げられる。良性腫瘍に多いが決め手にならない所見として、辺縁が明瞭で円滑であること、均一な内部濃度をもつことが挙げられる。辺縁が不明瞭、腫瘤内に空洞、泡沫状空気、air bromchogramがあるといった所見は肺がんでも炎症でも認められる。娘結節、気管支肥厚像、小さい石灰化は炎症に多いが肺癌にも認められる。CTのみで診断を行うのは難しく、気管支鏡や生検、細胞診を組み合わせることが診断では重要である。

#### 縦隔CT
胸部CTには必ず、肺野条件と縦隔条件の2種類がある。実際のCT値で画像を構成すると人間の目では認知できなくなるためCT画像は画像の加工を行っている。具体的にはCT値に従って十数段階のグレイスケールの濃淡を表す。グレイスケールで表す範囲をウインドウ幅（WW）といい、その中心のCT値をウインドウレベル（WL）という。例えばWW/WL=300HU/10HUとすると、10HUを中心に300HUがグレイになる。すなわち、160HU以上なら真白であり、-140HU以下なら真黒な画像が出来上がる。WW/WLの設定で肺野の病変を抽出しやすくしたのが肺野条件であり、縦隔の病変を抽出しやすくしたのが縦隔条件である。縦隔条件は腹部の条件に比較的近いことが多い。
縦隔は成書によって様々な区分がされている。区分にはっきりとした解剖学上の構造物がないため、これらの区分はあくまで便宜上のものである。
前縦隔
心血管の腹側で上部の大血管の腹側と下部の心横隔膜角が主な部位である。前者は胸腺由来の病変（胸腺腫など）、異所性甲状腺由来の病変や胚細胞性腫瘍、神経内分泌腫瘍が好発する。嚢胞性疾患としては胸腺嚢胞、心膜嚢胞、奇形腫、リンパ管腫が多い。
中縦隔
下行大動脈以外の大血管、心臓、気管、気管支を含み、心前面から食道より腹側の部分である。これらの臓器およびリンパ節由来の病変が多い。嚢胞性疾患としては前腸嚢胞が多い。
後縦隔
食道を含んでこれより背側の部分で習慣として本来は縦隔に区分されない傍脊椎溝を含む。傍脊椎溝には神経性腫瘍、髄膜瘤が好発する。神経腸嚢胞を伴うことが多い。
縦隔の嚢胞は単胞性、多胞性で分類することが多い。単胞性では前腸嚢胞（気管支嚢胞、食道重複嚢胞、神経腸嚢胞）、心膜嚢胞、心膜憩室、胸腺嚢胞、膵偽嚢胞があり、多胞性ではリンパ管腫や奇形腫が挙げられる。

##### 体腔の連続性
ヒトの身体において独立した腔は腹膜腔、胸膜腔、心膜腔の3つだけである。この3つは正常では他からの交通は存在しない。例外としては女性の腹膜腔は卵管を通じて外界に交通している。これ以外の後腹膜腔、縦隔、胸膜外腔、腹膜外腔、皮下組織は互いに連続している。気腔や腸管内圧が亢進状態やステロイドを使用した場合はエアーリークが生じやすいことが知られている。具体的には、間質性肺気腫、気胸、縦隔気腫、心嚢気腫、腹膜気腫、後腹膜気腫、腸管壁気腫、皮下気腫、全身空気塞栓は互いに移行しやすいことが知られている。

##### リンパ節の評価
リンパ節の評価は肺癌、結核の鑑別のために非常に重要である。胸部X線CTでは頚部リンパ節、縦隔リンパ節、肺門リンパ節の評価を行うことができる。造影剤を使用しない場合はリンパ節と血管が同濃度となってしまうため区別できないことがあることに注意が必要である。原則として最小径が10mm以上である場合はリンパ節の病的な腫大となり、転移性リンパ節である可能性が高くなる。リンパ節の病的腫大を見つけ、それが肺がんによるものだとしたら、肺癌取り扱い規約に基づいて病期分類をする必要がある。TNM分類のNを決定することになるのだが、N0はリンパ節転移なし、N1は肺癌と同側の気管支周囲および肺門リンパ節の転移陽性、N2は同側の縦隔リンパ節転移陽性、N3は対側の縦隔リンパ節または鎖骨上リンパ節または斜角筋リンパ節転移陽性である。重要なこととして、同側、対側は気管正中線、食道正中線にて決定される。そして、鎖骨上リンパ節転移、斜角筋リンパ節転移は同側、対側関係なくN3となり、反対側肺門リンパ節転移はM1となる。
次に腫大リンパ節の部位を同定する。縦隔において左腕頭動脈が正中を横切るレベルを含んでこれより頭側にあるリンパ節は上縦隔上部リンパ節である。それより下位においては上大静脈と上行大動脈の前縁より前方はすべて前縦隔リンパ節である。
リンパ節転移を見つけたら、それが郭清可能かどうかを判定する。大きな血管や気管支に浸潤している場合、多数のリンパ節が癒合している場合、不整形の場合は郭清困難な場合が多い。

#### 血管のCT評価
頚部、胸部での重要な動脈、静脈に関して述べる。まず左心室から上行大動脈、大動脈弓といった大動脈がある。大動脈は腕頭動脈（やがて右総頸動脈と右鎖骨下動脈に分枝する）、左総頸動脈、左鎖骨下動脈の順に分枝している。その腹側を左右の腕頭静脈が合流し上大静脈となり右心房に繋がる。右心房と繋がる前に背側から奇静脈弓が上大静脈に繋がる。これらの位置関係から頚部リンパ節を同定していく。大動脈の石灰化や僧帽弁の石灰化は高血圧など動脈硬化性疾患がある場合はよく見られる所見である。動脈の石灰化を見たら大動脈瘤、大動脈解離の有無を確認する。大動脈の石灰化は内膜に生じるため、外壁に石灰化がある方が真腔である。

### 腹部X線CT

#### 肝臓のCT解剖学
肝臓の部位診断においては区域解剖が非常に重要となる。これは部位によって手術法が異なるからである。肝臓外科の手術としては亜区域切除、区域切除、葉切除、拡大右葉切除が知られている。肝臓の区域診断をするに当たっては肝臓の構造物を手掛かりとすることが多い。肝門とは左葉内側区（S4）と尾状葉（S1）の間隙であり、門脈、肝動脈、胆管の出入り口である。肝円索裂は肝円索（胎生期の臍静脈）の付く場であり外側区（S2,S3）と内側区（S4）を境界する。静脈索裂は胎生期の静脈管の走っていた間隙で尾状葉（S1）と外側区（S2,S3）を境界する。下大静脈溝と胆嚢窩を結ぶ線をカントリー線といい、外科的左葉と右葉を境界する。これらはCTにて常に確認できるわけではないが後述する脈管系が確認しにくい時は非常に役に立つ。肝区域、肝亜区域を診断するには脈管系が一番分かりやすい。肝臓の血管の基本構造は各亜区域の中央を門脈が各亜区域の境界を肝静脈が走行することである。門脈には肝動脈と胆管が並走し、この構造は肝小葉レベルまで存続する。肝静脈は大きく左、中、右の3本を基本とする。左肝静脈本幹は左葉外側区（S2,S3）の中央を走り、外側後亜区（S2）と外側前亜区（S3）を境界する。中肝静脈本幹は内側区（S4）と右葉前区（S5,S8）を境界する。これはカントリー線にほぼ一致する境界となる。右肝静脈本幹は右葉の中央を貫き右葉前区（S5,S8）と後区（S6,S7）を境界する。不思議なことに右葉の上下亜区を境界する構造は存在しない。門脈本幹は左葉主枝と右葉主枝に分かれる。左葉枝は肝円索裂に入り、まず外側後亜区域枝を分枝し、さらに腹側に延びて左右に外側前亜区域枝と内側区域枝に分かれる。この部分はかつて臍静脈が交通していたためU点という。右葉枝は前区域枝と後区域枝に分かれる。前区域枝は前上亜区域枝、前下亜区域枝に分かれる。後区域枝分枝部はP点といわれる。後区域枝は後上亜区域枝と後下亜区域枝に分かれる。門脈は支配する区域に合わせてPxと表現することもある。たとえば、前上亜区域（S7）の中央を走る門脈はP7である。
クイノー分類は肝亜区域の表現でよく用いられる、これは肝臓の内臓面からみて反時計回りに番号を振ったものである。内臓面から確認できない右葉前上亜区をS8としている。
| クイノー分類 | 亜区域名         | 従来の呼称 |
| ------------ | ---------------- | ---------- |
| S1           | 尾状葉           | 尾状葉     |
| S2           | 外側後亜区       | 外側区     |
| S3           | 外側前亜区       | 外側区     |
| S4           | 内側区（方形葉） | 内側区     |
| S5           | 前下亜区         | 前区       |
| S6           | 後下亜区         | 後区       |
| S7           | 前上亜区         | 前区       |
| S8           | 後上亜区         | 後区       |

#### 腹部血管のCT解剖学
上腸間動脈（SMA）はL1のレベルの腹大動脈から前方に分枝し、左腎静脈や十二指腸水平部の前を下降する。中結腸動脈、回腸動脈、右結腸動脈が分枝する。上腸間膜静脈（SMV）はSMAの右方を上行し、膵体部背側を通って脾静脈に合流する。下腸間膜動脈（IMA）はL3レベルで腹大動脈から前方に分枝し左下方に向かう。左結腸動脈、S状結腸動脈が分枝する。下腸間膜静脈はIMAの左側を上行し、L3レベルで脾静脈に合流する。左卵（精）巣静脈は左腎静脈に合流するため頭側に追跡ができないことから区別する。

## 副作用と問題点
CTは先進国の病院のほとんどに普及し日常的に施行されているが、以下のような人体への影響が考えられる。

### 放射線被曝
| 医用画像における実効線量 | 医用画像における実効線量       | 医用画像における実効線量 | 医用画像における実効線量 |
| 対象臓器                 | 検査                           | 実効線量（大人）         | 環境放射線の 等価時間    |
| ------------------------ | ------------------------------ | ------------------------ | ------------------------ |
| 頭部CT                   | 単純CT                         | 2 mSv                    | 8カ月                    |
| 頭部CT                   | 造影剤を使用                   | 4 mSv                    | 16カ月                   |
| 胸部                     | 胸部CT                         | 7 mSv                    | 2年                      |
| 胸部                     | 肺がん検診のための胸部CT       | 1.5 mSv                  | 6カ月                    |
| 胸部                     | 胸部単純X線撮影                | 0.1 mSv                  | 10日                     |
| 心臓                     | 冠状動脈CT血管造影             | 12 mSv                   | 4年                      |
| 心臓                     | 冠状動脈CT、カルシウム走査     | 3 mSv                    | 1年                      |
| 腹部                     | 腹部・骨盤CT                   | 10 mSv                   | 3年                      |
| 腹部                     | 腹部・骨盤CT、低線量プロトコル | 3 mSv                    | 1年                      |
| 腹部                     | 腹部・骨盤CT、造影剤あり       | 20 mSv                   | 7年                      |
| 腹部                     | CT結腸検査                     | 6 mSv                    | 2年                      |
| 腹部                     | 静脈内腎盂造影                 | 3 mSv                    | 1年                      |
| 腹部                     | 上部消化管造影                 | 6 mSv                    | 2年                      |
| 腹部                     | 下部消化管造影                 | 8 mSv                    | 3年                      |
| 脊椎                     | 脊椎単純X線撮影                | 1.5 mSv                  | 6カ月                    |
| 脊椎                     | 脊椎CT                         | 6 mSv                    | 2年                      |
| 四肢                     | 四肢単純X線撮影                | 0.001 mSv                | 3時間                    |
| 四肢                     | 下肢CT血管造影                 | 0.3 - 1.6 mSv            | 5週間 - 6カ月            |
| 歯科X線撮影              | 歯科X線撮影                    | 0.005 mSv                | 1日                      |
| 骨密度測定（DEXA法)      | 骨密度測定（DEXA法)            | 0.001 mSv                | 3時間                    |
| PET-CT                   | PET-CT                         | 25 mSv                   | 8年                      |
| マンモグラフィー         | マンモグラフィー               | 0.4 mSv                  | 7週間                    |

CTによる被曝線量は各種放射線検査のうちで、多い方に属する。被曝量は検査部位や検査方法、機器の性能や設定によって異なるが、検査によっては1回で数十mSv - 100mSvを超えるX線被曝を受けることもある。ただし血管撮影をはじめとするX線透視下に行う各種手技（IVR）に比較すればCTの被曝量は総じて少なく、また放射線治療目的で使用される線量と比較すると、数十 - 数百分の1にとどまる。一般的に、放射線による健康被害のうち、確定的影響（ある閾値を超えれば誰にでも起き、逆にある閾値未満では決して起こらない影響）とされる急性期の放射線障害がCTで起こる可能性は皆無である（つまり白血球減少・脱毛・吐き気などが数週間のうちに起こる可能性はない）。CTで問題となるのは、数か月から数十年後に初めて顕在化してくる発ガンリスクの増加、あるいは子孫への遺伝的影響である。これらは確率的影響と呼ばれ、どんなに少量の被曝であってもリスクはゼロにはならず、少量の被曝なりに少量のリスクが存在するものと“仮定”されている（直線しきい値無し仮説）。従って放射線検査は必要最小限のみ行い無駄な被曝をしないようとどめることが原則である。
CT被曝による具体的な健康被害を統計的に見積もることは難しい。最低でも数年にわたる追跡が必要になるし、CTを受ける人は通常既に癌であるなど何らかの症状がある。健康な成人をCTを施行する/しない群に分けて追跡するのは倫理的問題もあり、またCTを施行するほど無症状の早期悪性腫瘍は余分に見つかるので、見かけ上の癌発生率は高まる。
ベリントンとダービーはイギリス、アメリカ合衆国、日本など14か国の発癌の0.6%から3.2%がCTなど診断用放射線によるものと評価している。しかしこれらは日本の原子爆弾被爆者追跡結果との対照で推定されていることや、直線しきい値無し仮説を採用しているため、これらに依拠した評価に疑問を呈する声もあり、専門家の間でも意見が分かれている。また、特に若年者で放射線感受性の高い部位（生殖器や乳房など）の撮影を繰り返す場合は影響を受けやすい。
なお妊婦の場合は発癌以外に胎児奇形発生が問題となりうるが、国際放射線防護委員会は100ミリGy（=100ミリSv）以下の胎児被曝では統計上有意となる奇形増加がないと結論づけていて、骨盤部を直接CTで撮影した場合でも、胎児がこの量の被曝を受けることはまずないとされている。
海外メーカーではCT撮影に伴うX線放射線被曝量を減らす技術的な試みが行われている。

### 医療機器への悪影響
従来、心臓ペースメーカーへの影響はないとされていたが、2005年に一部の心臓ペースメーカーにおいて、CT検査中にリセットを引き起こす稀な事象が確認された。植え込み型除細動器の誤作動も報告されている。これらは生命に危険を及ぼす可能性があり、機器にX線を照射しないようにしたり、照射時間を減らしたりするなど、各病院で対応策が採られている。

### 閉所恐怖症者への心理的作用
CTはMRIと比較すると短時間で検査が済み、検査機器による圧迫感も少ないが、重度の閉所恐怖症患者においては恐怖やパニックを惹起し、施行困難となることがある。

### 造影検査時のヨード造影剤による副作用
軽度の場合は、一時的な吐き気や皮膚のかゆみなどで、造影剤を使用する患者の数%に生じる。治療を要する呼吸困難やアレルギー反応も1%未満に生じる。ごく稀にヨード造影剤によるアナフィラキシーショックや急性腎不全などの重篤な副作用が生じることがあり、造影数十万件に1件程度の頻度では死亡に至る例がある。急速に注射を行うため注射の皮下漏れを起こすと強く腫れてしまうことがある。
また、CTは救急領域でも威力を発揮する価値ある検査である一方、装置は巨大であり、撮影時には被曝防止のため患者から医療従事者が離れ、生命維持のための装備も最小限とする必要がある。ショック状態などの重篤な患者では、CT撮影そのものが十数人のスタッフを要する命がけの検査となることがある。

### 診断結果の共有不足など
副作用以外の問題として、病気の可能性を示す画像が得られていても治療開始に結びつかず、特にがん患者では死亡する例も起きている。画像診断報告書に記載された精密検査の必要性などを、受け取った他の医師が見落として、必要な追加の検査や診療が行われないケースである。対策として、報告書を読んで内容を把握したかを主治医などに確認する仕組みを導入するなどしている医療機関がある。また読影段階での病変の発見を人工知能（AI）で支援する技術開発も行われている。

## MRIとの比較
X線CTとMRIの原理は全く異なるものの、同じ輪切り画像検査として、よく比較の対象となる。X線CTはMRIに対して以下のような利点と欠点を持っていると言える。
利点
- 検査が短時間
- 空間分解能が高い
- 磁気を使用しないので金属（心臓ペースメーカー等）使用者にも施行可能（ただしペースメーカーについては副作用の欄も参照）
- アーティファクト（画像の乱れ）が少なく、広範囲の撮影が可能
- 騒音や閉塞感が少ない
- 普及率が高く、相対的に安価である

欠点
- 放射線被曝がある
- 軟部組織の組織学的変化があまり反映されない
- 脳底、下顎などの骨に囲まれた部位でアーティファクトが出やすい（近年の機種では改善されてきている）
- 造影剤副作用の頻度はCT用のヨード造影剤において高い

非常に大まかには、骨疾患や肺疾患、消化管疾患、あるいは出血などの救急疾患の場合には、MRIよりもCTが有用なことが多い。一方で、脳腫瘍や子宮・卵巣・筋肉などの疾患において、MRIの軟部組織分解能が威力を発揮する場面が多い。

## 製造企業
2024年1月現在、CT機器は主に以下の企業によって開発・販売されている。
医療用CT装置
- シーメンス
- GEヘルスケア
- キヤノンメディカルシステムズ（旧・東芝メディカルシステムズ）
- 富士フイルムヘルスケアシステムズ（旧・日立メディコ）
- フィリップス

歯科用CT装置
- アールエフ
- 朝日レントゲン工業
- カボデンタルシステムズ
- 京セラ
- 近畿レントゲン工業社
- ジェノレイ
- ジャコ＆ワールド
- シロナ
- モリタ製作所
- 吉田製作所

放射線治療機器併設のコーンビームCT装置
- Varian
- ELEKTA

産業用CT装置
- エクスロン インターナショナル
- 島津製作所
- Werth社

## 医療目的以外のCT
古代のミイラなどの考古学的に貴重な遺物や、文化財として保護されている仏像などに対して、損傷させずに内部を調査する非破壊検査のため用いられる。
放射線被曝による健康の影響や、生命体を扱うことによる避けられない動き制限などがなくなれば、CTの解像度は更に上げていくことができる。
現在では、CTによって、対象物体の顕微鏡レベルの微細な構造を描き出すことができる。